# Zulejka otevírá oči
Zulejka otevírá oči je ruskojazyčný historický román tatarské spisovatelky Guzel Jachiny.

## Příběh
Děj románu se odehrává v rozmezí 30.–40. let 20. století v období stalinských čistek a druhé světové války. Hlavní hrdinkou je tatarská žena Zulejka, která žije se svým manželem Murtazou na statku v malé vsi. Její život v područí krutého manžela a s tchyní, které říká Čarodějnice, je plný lopoty, příkoří a utrpení. Jednoho dne do vesnice dorazí komsomolci, manžela zabíjí a Zulejku jako ženu kulaka odvedou na Sibiř do nově zřízení osady pro přesídlence. Po strastiplné cestě plné útěků, úmrtí a strádání doputuje kolonie vězňů na břehy řeky Angary, kde začnou budovat tábor. Zulejka zde porodí syna Jusufa a v průběhu let se vypracuje na chráněnku a asistentku místního doktora Leibeho a milenku velitele tábora Ignatova. Nalezne tak svou vnitřní svobodu navzdory životu v divočině.

## Vznik
Autorka Guzel Jachina se inspirovala příběhem vlastní babičky, která byla odvedena v roce 1930 na sibiř v rámci rozkulačování. Příběh vznikl nejprve jako scénář při studiu na Moskevské filmové škole, až později byl přepracován do románové podoby.

## V kultuře
- Zulejka otevírá oči (2020) – osmidílná televizní série televize Russia-1
- Zulejka otevírá oči (2023) – rozhlasové zpracování (Český rozhlas)